# Denhoff (Dakota del Nord)
Denhoff è un census-designated place (CDP) degli Stati Uniti d'America, situato nello Stato del Dakota del Nord, nella contea di Sheridan. Secondo il censimento del 2020 gli abitanti di Denhoff ammontavano a 13.